# ゴルディアスの結び目 (小松左京の小説)
『ゴルディアスの結び目』（ゴルディアスのむすびめ）は、小松左京の短編SF小説。および、同作を表題作とする短編集。
タイトルは寓話として知られた「ゴルディアスの結び目」から。
『野性時代』（角川書店）1976年1月号に初掲載された。1978年の第9回星雲賞（日本短編部門）受賞作品。

## あらすじ
裕福な家庭の子女だったマリア・Kは、遊び人の男に騙され、麻薬中毒にされ、売春行為をさせられた。それでもその男に恋していたマリア・Kは耐え、輪姦同然の行為も男のために受け入れたが、男がマリア・Kを捨てて別の女の下へと走ろうとした際に、ついに暴発した。男を殺害し、心臓を貪り喰っていたマリア・Kは保護されることになった。
治療の名目でマリア・Kはある精神病院のコンテナ状に隔絶された部屋に拘束され幽閉されていた。日本人の精神分析医・伊藤浩司が病院に招聘され、マリア・Kの治療のために精神を探る機器を接続し、マリア・Kの心を調べようとする。しかし、マリア・Kは拘束されたままベッドごとサイコキネシスで浮遊し、アポートで密室に岩を出現させるのだった。病院に資金援助する財団と院長は超心理学を実用化させようと、定期的に超能力による暴走を行うマリア・Kを重宝していた。伊藤に期待されていたのは治療ではなく、エネルギー保存の法則を無視したような超能力によるエネルギーの源の調査だったのだ。心的外傷を癒さないよう、院長はマリア・Kを強姦すらしていた。
全てに絶望したマリア・Kはブラックホールを産み出してしまい、部屋の周囲を巻き込みながらブラックホールに飲まれていった。いつしかマリア・Kを愛していた伊藤もいっしょに事象の地平面を目指して行った。院長をはじめ他の関係者は死亡し、解きほぐすことのできない結び目のような、部屋だった小さな球体が残るだけだった。

## 他作品への影響
- サイコダイバー・シリーズ - 夢枕獏の小説。本作から着想を得ている[2]。
- バルバラ異界 - 萩尾望都のSF漫画作品。2006年日本SF大賞受賞作品。本作から着想を得たとしている[3]。
- マインド・イーター - 水見稜の小説。第一話となる「野生の夢」掲載時に本作を意識している旨が「作者あいさつ」に記されている[4]。
- 風牙 - 門田充宏の短編小説。2014年の創元SF短編賞受賞作品。選者の1人である大森望は本作の流れを組む作品としている[5]。

## 短編集
収録作品
1. 岬にて
2. ゴルディアスの結び目
3. すぺるむ・さぴえんすの冒険 - Sperm Sapiens Dunamaiの航海とその死
4. あなろぐ・らう゛または“こすもごにあII”

初出は全て『野性時代』（角川書店）。
小松自身のあとがき（角川文庫版、1977年初版）に依れば、本作は小松が南極旅行をした際に感じた事を記した「個人的な旅」であり、「岬にて」が「出発」、「ゴルディアスの結び目」が「渦」、「すぺるむ・さぴえんすの冒険」が「難破」、「あなろぐ・らう゛」が「孤島」にそれぞれ関する「ほんの一行ずつのメモ」とのことである。
また、ハルキ文庫版では「ゴルディアス四部作」と銘打たれている。